# Рибу, Марк
Марк Рибу (фр. Marc Riboud, 24 июня 1923, Лион, Франция — 30 августа 2016, Париж, Франция) — французский фотограф, фотокорреспондент, один из самых известных представителей французской школы фотографии и фоторепортёров в мире. Его иногда называют патриархом французской фотографии.

## Биография
Получив образование инженера, последние 60 лет своей жизни Марк Рибу посвящает фотоискусству. В 1957 году Рибу одним из первых европейских коллег выполнил серию снимков в Китае. Он посещал Китай в течение сорока лет, фиксируя на камеру изменения, происходящие в стране. В 1959 году Марк Рибу получил место вице-президента европейского «Магнума» и через год впервые отправился в СССР. Был дважды награждён престижной премией Overseas Press Club Award — в 1966 и 1970 годах, а также получил многочисленные награды в США и Европе. Его работы признаны одними из наиболее знаковых фотографий XX века. Большинство его снимков — это чёрно-белые фотографии.
Фотографии Марка Рибу экспонировались на многочисленных выставках в США, Европе, Японии. Самыми известными из них является выставка 2004 года «Марк Рибу — 50 лет фотографии» (Европейский дом фотографии — Maison européenne de la photographie — Париж) и экспозиция в музее современного искусства в Париже 2009 года. Фотографии Рибу находятся в коллекциях таких известных музеев, как музей современного искусства в Нью-Йорке, Чикагский институт искусств, в национальной библиотеке в Париже и многих других.

## Семья
С 1961 по 1981 год был женат на Барбаре Чейз (род. 1939), американском скульпторе и авторе книг . В браке родилось двое детей. Племянник — Франк Рибу, французский бизнесмен, президент Danone.